# نورس أغبس

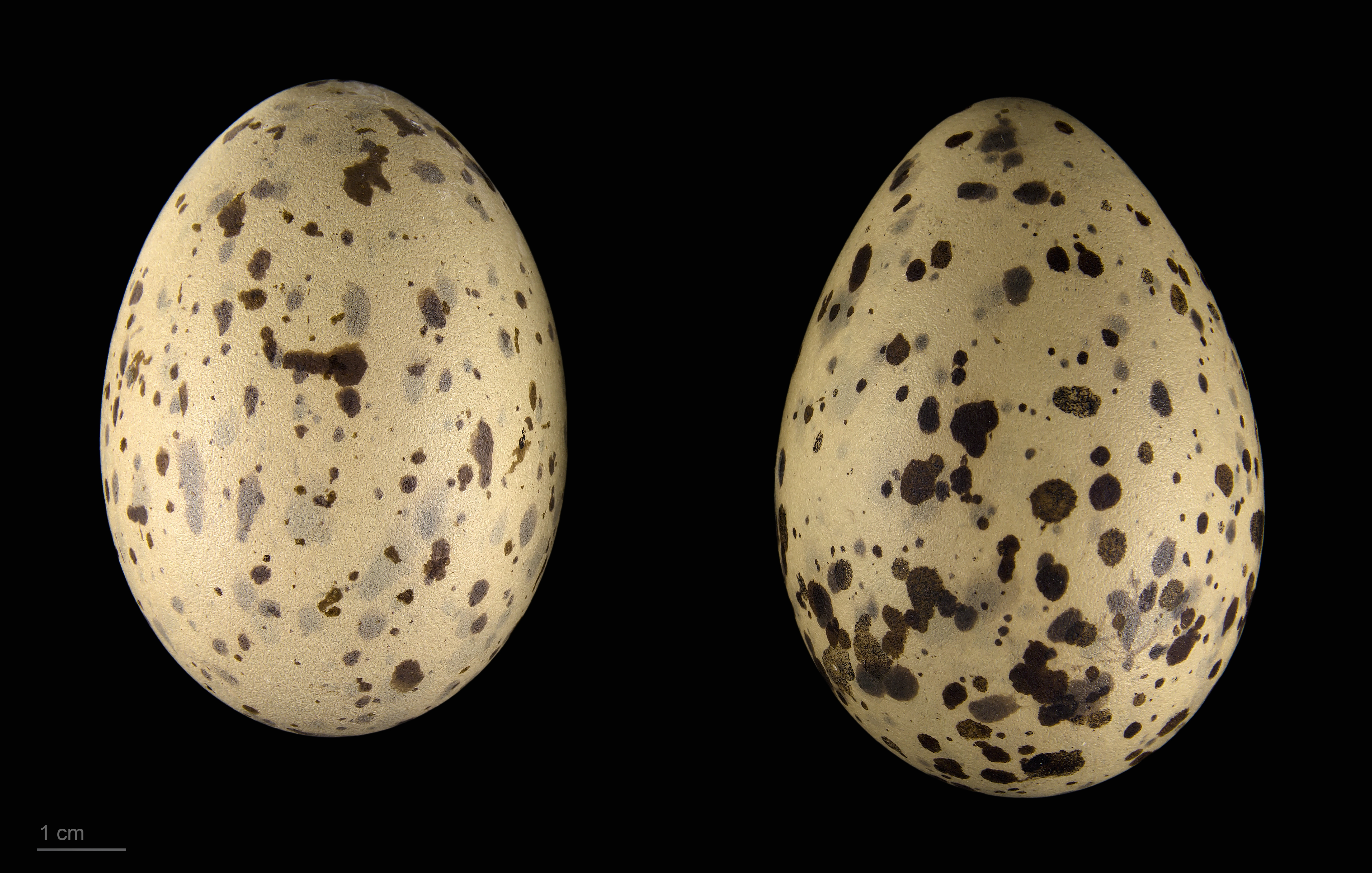
Larus fuscus graellsii

نورس أغبس (الاسم العلمي: Larus fuscus) (بالإنجليزية: Lesser Black-backed Gull)‏ هو نوع من الطيور يتبع جنس النورس من الفصيلة النورسية.